# Neus Sabaté
Maria de les Neus Sabaté Vizcarra (Tarragona, 1975) es una física y profesora de investigación española.

## Biografía
Nacida en Tarragona, Sabaté se graduó en Ciencias Físicas en la Universidad de Barcelona (1994-1998), después realizó un máster estancia en Toulousse en el Laboratorio de análisis y arquitectura de sistemas (LAAS ) dependiente del Centro Nacional para la Investigación Científica (CNRS) donde se interesó especialmente por la microelectrónica. A su vuelta a España se doctoró en el Instituto de Microelectrónica de Barcelona (IMB-CNM-CSIC). Tras una estancia postdoctoral en Alemania, regresó al IMB, donde es profesora investigadora.
En 2014 recibió una beca de la Fundación Bill & Melinda Gates que le permitió desarrollar la primera batería biodegradable del mundo. Un año después, consiguió uno de los Consolidator Grant del Consejo Europeo de Investigación (ERC), para crear pilas y baterías sostenibles en dispositivos de diagnóstico. Su objetivo como investigadora se centra en «obtener fuentes de energía electroquímica de un solo uso que puedan dotar de autonomía energética a la nueva generación de dispositivos inteligentes de un solo uso, respetando el medio ambiente».
Su investigación con el proyecto ERC ha avanzado en el desarrollo de dispositivos sensores en que la propia energía del fluido aporta la medida deseada: un glucómetro que usa la energía en una gota de sangre para medir el nivel de glucosa, potencialmente útil para diagnosticar la diabetes en países en vías de desarrollo; y un parche de un solo uso para diagnosticar fibrosis quística en bebés mediante el sudor. Ambos prototipos han sido premiados por la sociedad de Electrónica Orgánica Europea (OEA). En 2015 Sabaté cofundó Fuelium S.L, la primera empresa de baterías de papel para kits de diagnóstico.

## Premios y reconocimientos
En 2020 fue galardonada con el Premio Física, Innovación y Tecnología de la Real Sociedad Española de Física y la Fundación BBVA por «su trayectoria científica y tecnológica de excelencia, destacando la visión pionera y la gran creatividad en el campo de las baterías biodegradables».